# Château de Berkeley
Le château de Berkeley est un château fort qui se trouve à Berkeley, dans le comté du Gloucestershire, au sud-ouest de l'Angleterre. Ses origines remontent au XIe siècle, il a été classé Grade I par l'English Heritage.
Il appartient aux Berkeley de la grande noblesse, depuis sa reconstruction au XIIe siècle, à l'exception d'une période où il est passé en possession des Tudor. Il est célèbre pour avoir été le lieu du meurtre d'Édouard II en 1327.

## Construction

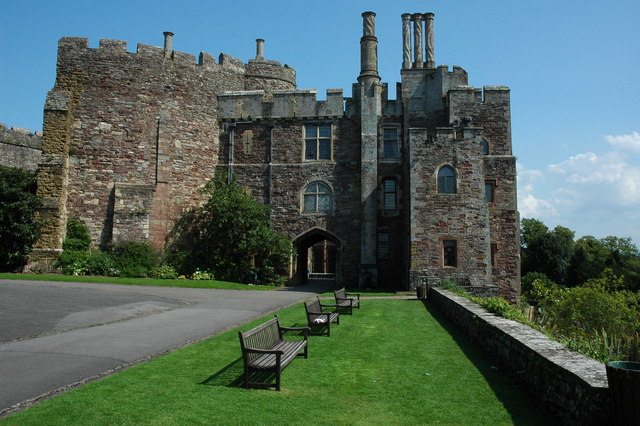
Vue du donjon de style médiéval et de la guérite intérieure, depuis le mur d'enceinte.

Le premier château situé à Berkeley était un château à motte castrale, construit aux environs de 1067 par Guillaume Fitz Osbern, peu de temps après la conquête normande de l’Angleterre. Il fut par la suite détenu par trois générations de la première famille Berkeley, tous nommés Roger de Berkeley, et reconstruit par cette même famille dans la première moitié du XIIe siècle. Le dernier Roger de Berkeley fut dépossédé en 1152 pour avoir refusé son allégeance à la famille Plantagenêt lors du conflit de l'anarchie, et la baronnie féodale de Berkeley fut alors accordée à Robert Fitz Harding, fils d'Harding de Bristol, d'ascendance noble anglo-saxonne, partisan des Plantagenêt et fondateur de la famille Bekerley qui détient toujours le château fort.
En 1153-1154, Fitz Harding reçut une charte royale du roi Henri II lui donnant la permission de reconstruire le château, dans le but de défendre la route de Bristol à Gloucester, l'estuaire de la Severn, et la frontière galloise. Fitz Harding construisit le donjon de style médiéval circulaire dans les années 1153-1156, probablement sur le site de l'ancienne motte. La construction de la courtine suivit, probablement au cours des années 1160-1190, Robert en fut à l'origine, et ce fut son fils Maurice de Berkeley qui poursuivit les travaux.
Une grande partie du reste du château date du XIVe siècle et fut construite pour Thomas, 3e baron Berkeley : au nord du donjon, la Thorpe's Tower, au sud-ouest, le corps de garde intérieur, et d'autres bâtiments de la cour intérieure.

## Assassinat d'Édouard II

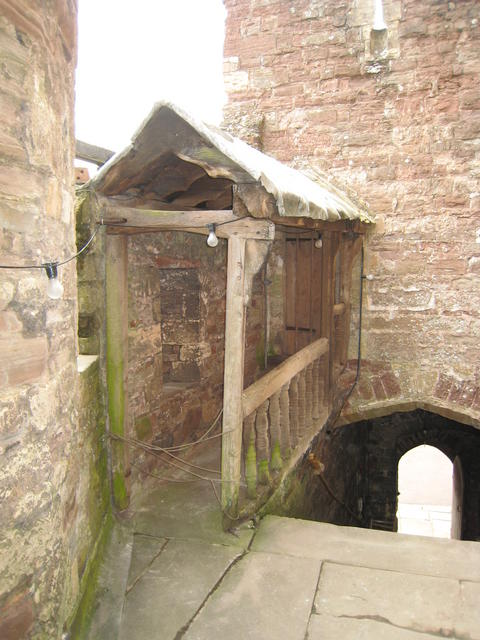
Passage couvert menant à la cellule supposée d'Édouard II située à l'intérieur du château de Berkeley.

Le château fut pillé en 1326 par les forces de Hugues le Despenser, le favori d'Édouard II. Puis, en 1327, Édouard fut détrôné par son épouse, la reine Isabelle, et son allié Roger Mortimer, et il fut placé sous la garde conjointe de Thomas de Berkeley et son beau-frère John Maltravers. Ils emmenèrent Édouard au château de Berkeley, et le détinrent en ce lieu pendant cinq mois, d'avril à septembre. Pendant ce temps, un groupe de partisans d'Édouard attaquèrent, entrèrent dans le château et vinrent le sauver, mais il fut à nouveau capturé peu de temps après. Il est possible que ses geôliers l'aient déplacé par la suite d'un château à l'autre afin de rendre les éventuelles tentatives de délivrance plus difficiles, avant de le ramener finalement au château de Berkeley en septembre. Certains commentateurs ont affirmé qu'Édouard avait en réalité réussi à s'échapper, et que quelqu'un d'autre fut plus tard assassiné à sa place.
On dit qu'Édouard y fut assassiné le 21 septembre 1327 mais on ignore par quels moyens, bien que des histoires populaires évoquant un tisonnier chauffé à rouge ou un étouffement persistent. La cellule dans laquelle il est censé avoir été emprisonné et assassiné peut encore être visitée, ainsi que le donjon adjacent, profond de 11 m, qui, chaque année le 21 septembre, fait soi-disant écho aux événements de l'assassinat.
Le récit fait au Parlement à l'époque fut simplement qu'Édouard avait eu un accident mortel. Le corps fut embaumé et resta étendu en l'état à Berkeley pendant un mois, dans la chapelle St.-John située à l'intérieur du donjon, avant d'être escorté à l'abbaye de Gloucester par Thomas de Berkeley afin d'y être inhumé. À la suite de la chute de Mortimer en octobre 1330, Thomas est accusé de complicité d'assassinat, mais son argument de défense est qu'il avait été commis par les agents de Mortimer, alors que Thomas était loin du château, et il est blanchi de toute accusation par un tribunal composé de 12 pairs convoqué sur ordre d'Édouard III.

## Histoire plus récente

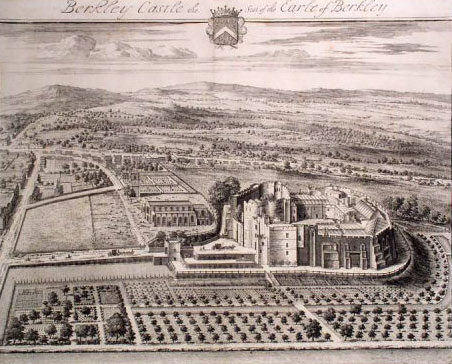
Château de Berkeley en 1712.

Au XIVe siècle, la grande salle fut dotée d'un nouveau toit, et ce fut à cet endroit même que le dernier bouffon de la cour d'Angleterre, Dickie Pearce, mourut après être tombé de la tribune des musiciens. Sa tombe se trouve dans le cimetière de Sainte-Marie, situé à proximité du château. Dans l'une des deux chapelles d'origine jouxtant la grande salle, on peut voir des plafonds voûtés en bois peints ainsi qu'un passage biblique (tiré du Livre de la révélation) écrit en français normand. Cette salle contient également un livre de plain-chant illustré sur vélin qui était utilisé dans les rites catholiques, avant que la famille ne se convertît au protestantisme au XVIe siècle.
Pendant la Première Révolution anglaise, le château était toujours considéré comme suffisamment important pour être capturé en 1645 par le colonel Thomas Rainsborough, puis député Parlementarian. À la suite d'un siège qui vit des canons tirer à bout portant du toit de l'église voisine St. Mary the Virgin (Sainte-Marie-la-Vierge), la garnison royale se rendit. Comme d'habitude, des trous furent laissés sur les murs après ce siège, mais la famille Berkeley fut autorisée à conserver la propriété à condition que les dégâts relatifs au donjon et à la cour extérieure ne fussent jamais réparés, une condition encore appliquée aujourd'hui selon la loi du Parlement initiale qui avait été rédigée à cette époque ; d'après les guides architecturaux de Pevsner, la brèche fut partiellement comblée par une reconstruction "moderne" ultérieure, mais correspondant seulement à un muret de jardin, édifié afin d'empêcher les gens de tomber de la Keep Garden, la "motte" d'origine du château fort.
Au début du XXe siècle, le 8e comte de Berkeley, répara et rénova certaines parties du château et ajouta une nouvelle galerie dans le même style gothique que le reste du bâtiment. L'un des changements fut l'introduction de l'art nouveau dans une chambre médiévale.
Le château est entouré de jardins en terrasses élisabéthains, dont le boulingrin d'Élisabeth Ire, et un pin qui a la réputation d'avoir poussé à partir d'un greffon cueilli sur un arbre lors de la bataille de Culloden en 1746.

## Époque moderne

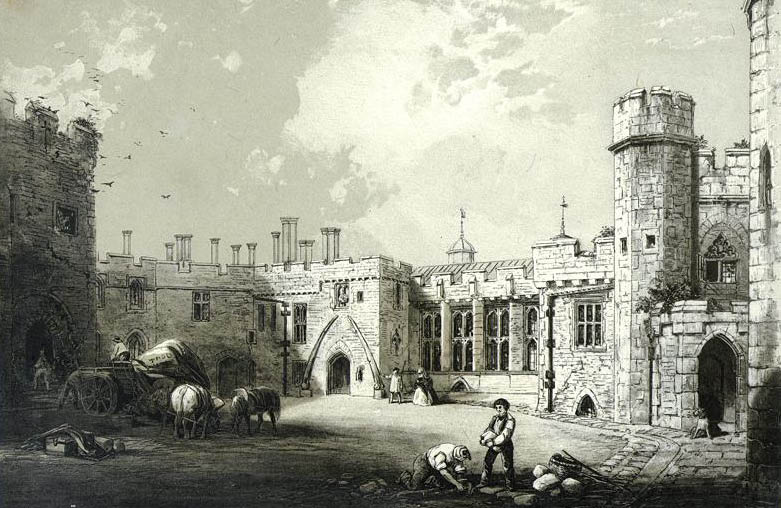
La cour du château de Berkeley dans les années 1840.

Le château de Berkeley est le château anglais le plus ancien à être habité en permanence après les forteresses royales de la tour de Londres et le château de Windsor, et le plus ancien à  être détenu et occupé continuellement par la même famille. Il contient un lit à baldaquin antique qui a été identifié comme étant le meuble utilisé sans interruption par la même famille au Royaume-Uni sur la plus longue période. La famille Berkeley partage son temps entre le château et son autre résidence, Spetchley Park, juste en dehors de Worcester, qui appartient à la famille depuis 1606.
La plus grande partie du château est ouverte au public depuis 1997, les appartements privés occupent environ 15 % du bâtiment et le reste est géré par le Berkerley Castle Charitable Trust. Un appel à la restauration a été lancé en 2006 afin de collecter les 5,5 millions de livres nécessaires pour rénover et restaurer le bâtiment de style normand.
Deux navires de la Royal Navy furent nommés HMS Berkeley Castle, en honneur du château de Berkeley, tout comme le fut la Great Western locomotive, véhicule ferroviaire appartenant à la Great Western Railway.
Le château a été utilisé pour de nombreuses scènes de la série télévisée à succès de la BBC destinée aux enfants intitulée The Ghost Hunter (en) et de la première version télévisée de The Other Boleyn Girl (en).

## Source
- (en) Cet article est partiellement ou en totalité issu de l’article de Wikipédia en anglais intitulé « Berkeley Castle » (voir la liste des auteurs).